# برنس سيسيل
برنس سيسيل هو ممثل هندي، ولد في 1991 في الهند.

## وصلات خارجية
- برنس سيسيل على موقع IMDb (الإنجليزية)
- برنس سيسيل على موقع كينوبويسك (الروسية)